# 古荘本店
株式会社古荘本店（ふるしょうほんてん）は、熊本県熊本市に本社を置く、繊維製品の総合卸会社である。

## 概要
繊維製品を事業の中核とする地方商社である。繊維総合卸事業、アパレル製品の製造・販売事業、アパレルショップ事業、富士フイルムビジネスソリューション製品の販売を中心としたIT事業、東芝エレベータ製品の販売を中心としたファシリティ事業、ドコモ事業を九州を中心に展開している。関係会社として大分のトキハ百貨店がある。創業は明治にさかのぼる。

## 沿革
- 1877年（明治10年）- 古荘健二（初名：健次郎）[2]により創業。
- 1926年（大正15年）- 古荘健次郎（初名：清七）[2]が2代目社長に就任。
- 1941年（昭和16年）- 創業者古荘健二が84歳で死去。
- 1948年（昭和23年）- 古荘健次郎57歳で没す。古荘健次郎の妻である古荘ハマが第3代社長に就任。
- 1951年（昭和26年）- ちゝぶや呉服店と共同出資により鶴屋百貨店設立。
- 1953年（昭和28年）- 古荘ハマの実弟である金澤大四郎[注釈 1]が第4代社長に就任。
- 1985年（昭和60年）- 古荘善啓[注釈 2]が第5代社長に就任[3]。
- 1992年（平成4年）- 福岡店オープン。
- 1993年（平成5年）- 直営アパレルショップ1号店出店。
- 1994年（平成6年）
  - ドコモショップオープン。
  - 古荘善啓がトキハ会長に就任。
- 2003年（平成15年）- 富士ゼロックス販売特約店として富士ゼロックス機器販売開始。
- 2004年（平成16年）- 福岡流通センター内にビルを購入、福岡支店を移転拡充[4]。
- 2005年（平成17年）- 東芝ビジネスパートナーとして東芝エレベータ及び東芝空調・照明販売開始。
- 2016年（平成28年）- 「熊本地震」にて、本社および物流倉庫が被災。
- 2017年（平成29年）
  - 創業140周年。
  - 新社屋完成。
  - 古荘善啓の長男である古荘貴敏が第6代社長に就任[3][5]。

## 営業拠点
- 本社 熊本市中央区古川町13
- 福岡支店 福岡市東区多の津1-7-4

## 直営店
- natura（ナトゥーラ）（レディースファッション）- 8店舗
- STEP（ステップ）（子供服）- 2店舗
- BREEZEE（ブリーズ）（子供服）- 2店舗
- apres les cours（アプレクール）（子供服）- 2店舗
- nable（ネイブル）（トータルファッション）- 6店舗
- キナッセ（トータルファッション）- 3店舗
- ドコモショップ（NTTdocomo）- 4店舗

## 関連会社
- 株式会社トキハ（トキハ百貨店）
- 熊本日産自動車株式会社
- 古荘土地有限会社
- 富士フイルムビジネスイノベーションジャパン熊本支社

## 古荘財閥
古荘本店は第二次世界大戦以前には、東京、京都から海外まで進出した地方財閥だった。最盛期の傘下企業として、青島の和順染色工廠、マニラのフィリピン金貨メリヤス、大阪市の金貨メリヤス、大分のトキハ、鹿児島の明治屋、八代の代陽百貨店、熊本の銀丁百貨店、古荘土地、古荘航空工業、熊本国産自動車、肥後無尽、九州産交、古荘被服工業所がある。また小倉の井筒屋、熊本の千徳百貨店、東京の白木屋、京都の丸物、名古屋の三星百貨店、興国人絹パルプ、九州配電、日清生命保険、肥後銀行の経営に参画した。全盛期には１万人を超える従業員を擁したが、終戦後の混乱と古荘健次郎の早逝によりグループは解体し古荘家に残されたのは、古荘本店とトキハ百貨店など数社のみとなった。

### 古荘財閥の歴史
- 1877年（明治10年）- 古荘健二（初名：健次郎）[2]により創業。西南戦争で荒廃した熊本で、京都から古着を仕入れて販売し巨万の富を得る。
- 1916年（大正5年）- 大阪市の「金貨メリヤス」を買収[2]。
- 1926年（大正15年）- 古荘健次郎（初名：清七）[2]が2代目社長に就任。
- 1933年（昭和8年）
  - 持株会社である「古荘合資会社」を設立[9]。財閥としての体制を整える。
  - 「肥後無尽」（肥後相互銀行の前身）を設立[9]。
- 1934年（昭和9年）- 「古荘土地」を設立[9]。
- 1936年（昭和11年）
  - 「熊本国産自動車」（熊本日産自動車の前身）を設立[9]。
  - 「日清生命保険」を買収[9]。
- 1937年（昭和12年）- 大分の「トキハ百貨店」を買収[9]。
- 1941年（昭和16年）
  - 創業者古荘健二が84歳で死去。
  - 小倉の「井筒屋百貨店」を買収[9]。
- 1942年（昭和17年）- 「古荘航空機」、「三陽航空機」を設立[9]し、軍需分野に進出する。
- 1945年（昭和20年）- 敗戦によりフィリピンなどの海外資産を失う[10]。
- 1948年（昭和23年）- 古荘健次郎57歳で没す。古荘健次郎の妻である古荘ハマが第3代社長に就任。相続税により資産の多くを手放し「古荘財閥」は解体した[10]。